# 锡狸
锡狸（?—?），西夏皇子，夏景宗李元昊的儿子。野利皇后所生。
野利皇后三个儿子：长子宁明和道士学习辟谷法，得罪李元昊于1042年十二月死去。次子宁令哥继为太子。后来宁令哥之妻没𠼪氏被李元昊夺为新皇后，废黜野利皇后，宁令哥因此杀死李元昊。三子锡狸早年夭折，没有牵扯进后面一系列的政治斗争。